# Chamaedorea pedunculata
Chamaedorea pedunculata är en enhjärtbladig växtart som beskrevs av Donald R. Hodel och Natalie Whitford Uhl. Chamaedorea pedunculata ingår i släktet Chamaedorea och familjen Arecaceae.
Artens utbredningsområde är Costa Rica. Inga underarter finns listade i Catalogue of Life.